# Lycodichthys antarcticus
Espèce
Lycodichthys antarcticus est une espèce de poisson de la famille des Zoarcidae.

## Caractéristiques
- Taille maximale connue (mâle) : 24 cm